# シアン化アセチル
シアン化アセチル（英語: acetyl cyanide）は、化学式が CH3C(O)CN の有機化合物である。シアン化アシルの一つ。無色の液体。
別名、アセチルシアニド、2-オキソプロパンニトリル、α-オキソプロピオニトリル、ピルボニトリルなど。

## 構造
分子構造は電子回折と回転分光法を用いて決定された。

## 反応
主に、アルドール縮合とエノラート置換の反応物となる。アルドール縮合は、(Z)-2-ブテナールと反応して(2E,4E)-シアン化ヘキサ-2,4-ジエノイルが生成する。
シアン化アセチルの光化学反応や熱反応は広く研究されている。例えば、シアン化ホルミルはHCNとCOへ単分子分解を自発的に起こさない。しかし、シアン化アセチルは470 °Cで単分子分解する。この反応は脱カルボニル化によって起こる。このケトンとシアン化水素への分解は、競合的な状況下にあることが指摘された。このため、シアン化アセチルが受ける熱単分子反応の研究が行われた。
シアン化アセチルが受ける単分子分解は、イソシアン化アセチルへの異性化を受けるよりもエネルギー的に不利であることが確認されている。しかし、他の光分解実験では、シアン化アセチルがCH3CO＋CNまたはCH3COCNに分解し、CNラジカルが生成している。

## 合成
シアン化アセチルは、塩化アセチルとシアン化物から、銅触媒の存在下で合成される。または、ケテンとシアン化水素から350℃で合成する。